# Malcolm Lipkin
Malcolm Lipkin (født 2. maj 1932 i Liverpool, England - død 2. juni 2017) var en engelsk komponist og pianist.
Lipkin studerede klaver privat som ung i Liverpool, og studerede senere klaver og komposition på Det Kongelige Musikkonservatorium i London og på Londons Universitet, hos bl.a. Bernard Stevens og Anthony Milner. Han har skrevet 3 symfonier, orkesterværker, koncertmusik, kammermusik, korværker, sange, og instrumental musik for mange instrumenter etc.

## Udvalgte værker
- Symfoni nr. 1 "Rom Symfoni" (1958-1965) - for orkester
- Symfoni nr. 2 "Forfølgelsen" (1975-1979) - for orkester
- Symfoni nr. 3 "Sol" (1979-1986) - for orkester
- Klaverkoncert (1957) - for klaver og orkester
- 2 Violinkoncerter (1951–1952, 1960-1962) - for violin og orkester
- Koncert (1974) - for fløjte og strygeorkester
- Obokoncert (1988–1990) - for obo og orkester